# 小林ひかる
小林 ひかる（こばやし ひかる、1976年9月19日 - ）は、東京都出身のバレリーナである。2003年より英国ロイヤル・バレエ団に在籍した（英国ロイヤル・バレエ団からは引退）。

## 経歴
3歳からバレエを始め、大塚礼子、深川秀夫に師事する。その後、スターダンサーズバレエスクールで新井咲子、厚木凡人に師事した。1992年からパリ・オペラ座バレエ学校で学ぶ。
1995年 フランスのJeuneバレエに参加し、1996年にチューリッヒ・バレエ団、1999年にはオランダ国立バレエ団へ移籍した。
2003年に 英国ロイヤル・バレエ団にファースト・アーティストとして入団し、2006年にソリスト、2009年 ファースト・ソリストに昇格した。ロイヤル・バレエ団以外では、日本の新国立劇場バレエ団（2010/2011シーズン）『ラ・バヤデール』に主役「ニキヤ」役で出演している。
1998年には、Vignale Danza国際コンクールでグランプリを受賞している。

## 主なレパートリー
- モニカ・メイソン&クリストファー・ニュートン版『眠れる森の美女』オーロラ姫。
- ナタリア・マカロワ版『ラ・バヤデール』のガムザッティ。
- アンソニー・ダウエル版『白鳥の湖』のパ・ド・トロワ。
- ピーター・ライト版『ジゼル』のミルタ。
- ジョージ・バランシン『アポロ』のカリオペ、『チャイコフスキー・パ・ド・ドゥ』、『アゴン』のパ・ド・トロワ、『フォーテンペラメンツ』の第一テーマ。
- ケネス・マクミランの『コンチェルト・パ・ド・ドゥ』。
- フレデリック・アシュトンの『タイス』。
- ウィリアム・フォーサイスの『The Vertiginous Thrill of Exactitude』『アプロクシメントソナタ』。
- ルディ・ヴァン・ダンツィヒの『フォーラストソング』。
- ハンス・ファン・マーネン『5つのタンゴ』『Sarcamen』など。
- タルサ・バレエのゲスト・プリンシパル並びに世界各地の公演やガラにも出演。